# NXT TakeOver: Chicago
NXT TakeOver: Chicago è stata la quindicesima edizione della serie NXT TakeOver, prodotta dalla WWE per il roster di NXT, e trasmessa in diretta sul WWE Network. L'evento si è svolto il 20 maggio 2017 all'Amway Center di Rosemont (Illinois).

## Storyline
La serie di NXT TakeOver, riservata ai lottatori di NXT (settore di sviluppo della WWE), è iniziata il 29 maggio 2014, con lo show tenutosi alla Full Sail University di Winter Park (Florida) e trasmesso in diretta sul WWE Network. I dark match sono considerati dalla federazione come registrazioni della successiva puntata di NXT.

## Risultati
| # | Match | Stipulazioni                                        | Durata |
| - | --- | --------------------------------------------------- | ------ |
| N | Aleister Black ha sconfitto Curt Hawkins                                                                          | Single match                                        | 02:51  |
| N | Velveteen Dream ha sconfitto Robert Anthony                                                                       | Single match                                        | 02:25  |
| 1 | Roderick Strong ha sconfitto Eric Young (con Alexander Wolfe e Killian Dain)                                      | Single match                                        | 13:42  |
| 2 | Pete Dunne ha sconfitto Tyler Bate (c)                                                                            | Single match per il WWE United Kingdom Championship | 15:27  |
| 3 | Asuka (c) ha sconfitto Nikki Cross e Ruby Riot                                                                    | Triple Threat match per l'NXT Women's Championship  | 12:30  |
| 4 | Bobby Roode (c) ha sconfitto Hideo Itami                                                                          | Single match per l'NXT Championship                 | 17:34  |
| 5 | The Authors of Pain (Akam e Rezar) (c) (con Paul Ellering) hanno sconfitto #DIY (Johnny Gargano e Tommaso Ciampa) | Ladder match per l'NXT Tag Team Championship        | 20:00  |

La lettera N indica un match andato in onda nella successiva puntata di NXT.